# Serafín Aedo
Serafín Aedo Renieblas (* 11. November 1908 in Barakaldo; † 15. Oktober 1988 in Mexiko-Stadt) war ein spanischer Fußballspieler auf der Position eines Verteidigers.

## Leben

### Spanien
Der gebürtige Baske begann mit dem Fußballsport in den Nachwuchsabteilungen seines Heimat- und Stadtteilvereins Unión Sport de San Vicente, bei dem ihm 1930 der Sprung in die erste Mannschaft gelang, die in einer unteren Liga auf regionaler Ebene spielte. 1931 wechselte er zum erfolgreicheren Nachbarverein FC Barakaldo und machte somit den sportlichen Sprung in die Tercera División. Nach einiger Zeit wurden höherklassige Vereine auf sein Talent aufmerksam und 1933 unterschrieb er einen Vertrag beim Erstligisten Betis Sevilla, mit dem er in der Saison 1934/35 die spanische Meisterschaft gewann.
In derselben Saison gelang ihm auch der Sprung in die spanische Fußballnationalmannschaft, für die er vier Länderspiele absolvierte.

### Baskische Auswahlmannschaft
Als 1936 der Spanische Bürgerkriegs ausbrach, kam der Fußballbetrieb in Spanien zum Erliegen und Aedo schloss sich der baskischen Auswahlmannschaft an, die 1937 eine Weltreise unternahm und dieselbe in Mexiko abschloss, wo sie in der Saison 1938/39 unter der Bezeichnung Euzkadi am Spielbetrieb der mexikanischen Liga teilnahm.

### Real Club España
Als die baskische Auswahl sich 1939 aus Mexiko zurückzog, zerstreuten sich ihre Spieler in verschiedene Richtungen: einige gingen nach Spanien zurück, andere gingen nach Argentinien oder blieben im Land der Azteken. Aedo gehörte zu den Letzteren und heuerte beim in Mexiko-Stadt beheimateten Real Club España an, mit dem er dreimal die mexikanische Meisterschaft, zweimal den Supercup und einmal die Copa México gewann. Mit einer kurzzeitigen Unterbrechung Anfang der 1940er Jahre, als er einige Spiele für den argentinischen Rekordmeister River Plate absolvierte, spielte er zehn Jahre lang für die mexikanischen Españistas, in deren Reihen er 1949 seine aktive Laufbahn beendete.

## Erfolge
- Spanischer Meister: 1934/35
- Mexikanischer Meister (Amateurära): 1939/40, 1941/42
- Mexikanischer Meister (Profiära): 1944/45
- Mexikanischer Pokalsieger: 1944
- Mexikanischer Supercup: 1944, 1945